# Râul Moscădin
Râul Moscădin este un afluent al râului Bârzava. 

## Hărți
- Harta Județului Caraș-Severin